# Сіворонов Альберт Олексійович

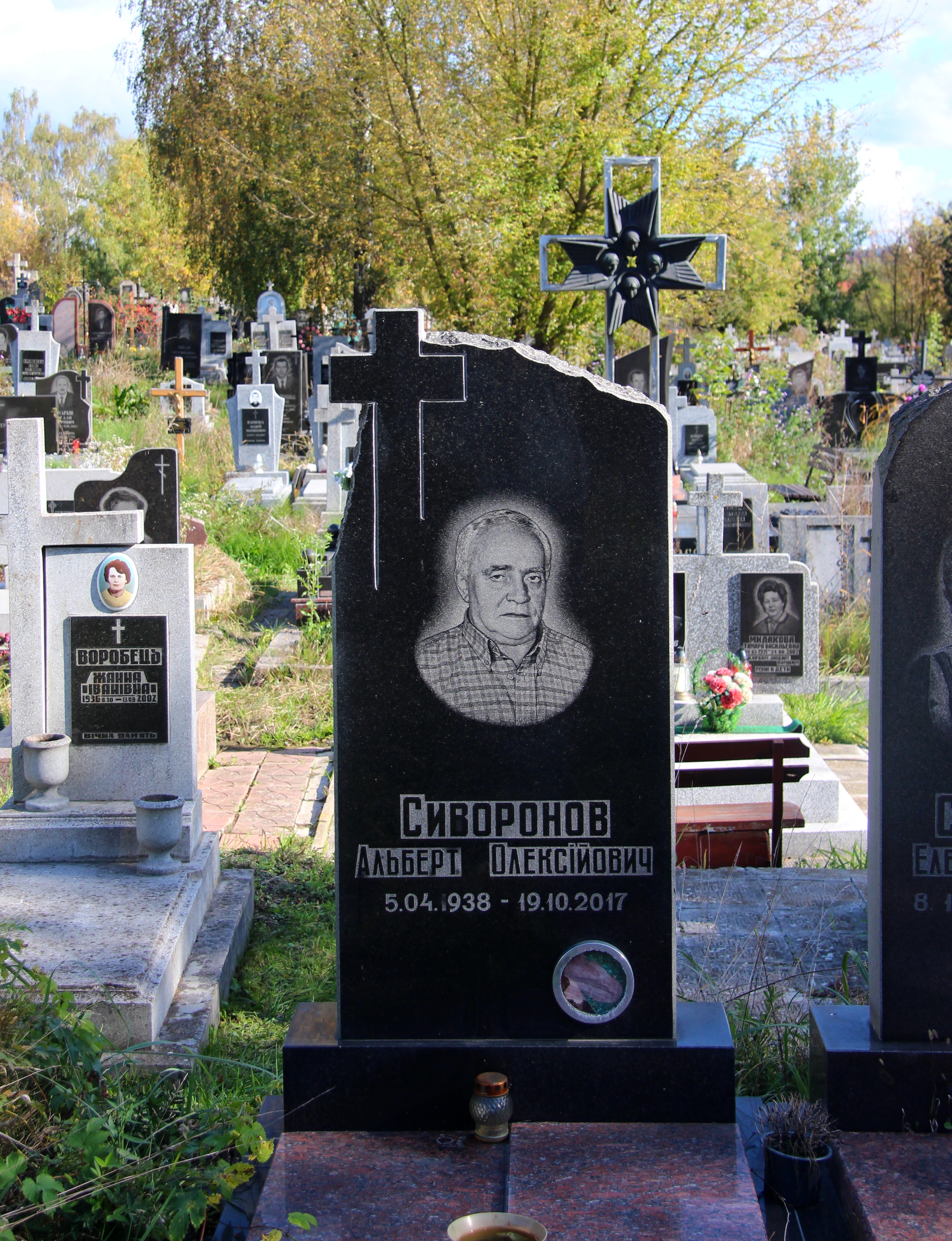

Сіворонов Альберт Олексійович (*5 квітня 1938 р. - 19 жовтня 2017 р.) — український  учений-геолог. Доктор геолого-мінералогічних наук, професор. Академік АН ВШ України з 1994 р.

## Біографія
Народився у м. Гомелі   в Білорусі. Закінчив геологічний факультет Львівського державного університету імені Івана Франка в 1960 р. З 1960 р. працює в Львівському національному університеті імені Івана Франка. З 1960 р. по  1963 р. інженером науково-дослідного сектору. В 1963-66 р.р. навчається в аспірантурі, з 1966 р. по 1973 працює асистентом, а  з 1973 доцентом кафедри корисних копалин. З 1987 Сіворонов А. О. — завідувач кафедри загальної геології. В 1971 р. Сіворонов А. О. захищає кандидатську дисертацію на тему «Геологические условия образования докембрийских железорудных формаций западной части Украинского щита», в 1987 р. захищає докторську дисертацію на тему «Формации и происхождение нижнедокембрийских зеленокаменных комплексов Восточно-Европейской платформы», у 1989 р. отримує звання професора.
Помер у Львові , похований на Голосківському цвинтарі.

## Наукова діяльність
Наукові інтереси:  геологія та металогенія докембрію  щитів, проблеми формаційного розчленування нижньодокембрійських комплексів Українського щита, актуальні питання розробки пошуково-прогнозних критеріїв та вивчення закономірностей локалізації промислової золотої мінералізації України. Мав близько 220 наук. праць, зокрема, Железисто-кремнистые формации докембрия европейской части СССР. Зеленокаменные пояса фундамента Восточно-Европейской платформы (Л.,1988),  Зеленокаменные пояса и роль вулканизма в формировании месторождений (К., 1990) , Майське золоторудне родовище (Дніпропетр., 1990), Геологічна будова та золотоносність Сорокинської зеленокам’яної структури (Дніпропетр., 2000).
Член спеціалізованої ради при Львівському університеті із захисту докторських дисертацій. Член докембрійської секції Національного стратиграфічного комітету України. Член редколегії «Вісника ЛНУ ім. І. Франка».
Лауреат Нагороди Ярослава Мудрого АН ВШ України (1995) і медалі Лучицького Державної геологічної служби України. Присвоєне звання «Почесний розвідник надр», нагороджений знаком «За наукові досягнення» Міністерства освіти і науки України.